# Thorsten Köhler
Thorsten Köhler (* 4. Oktober 1978 in Coburg) ist ein deutscher Schauspieler & Regisseur.

## Leben
Aufgewachsen und zur Schule gegangen im oberfränkischen Coburg, sammelte Köhler in seiner Schulzeit schauspielerische Erfahrungen im Jugendclub des Landestheaters Coburg, wo er zunächst in den Jahren 1995 bis 2000 als Statist und später als Eleve unter Oliver Kabus bis zu seinem ersten Schauspielengagement (2000–2004) am Nordharzer Städtebundtheater in Quedlinburg/Halberstadt unter Oberspielleiter Malte Kreutzfeldt tätig war.
Die darauffolgenden Jahre arbeitete Köhler am Mittelsächsischen Theater Freiberg und Döbeln und war von 2007 bis 2009 Mitglied am Deutsch-Sorbischen Volkstheater in Bautzen. Seit 2009 prägt er als Mitglied des Ensembles im Anhaltischen Theater in Dessau nachhaltig die künstlerische Szene, unter anderem mit seinem Schauspielkollegen Jan Kersjes als Kunstfiguren „Serge Pocken“ und „Pit Rutten“.
Ein unkonventionelles und enthusiastisches Spiel kennzeichnet ihn. Neben einigen bühnenbildnerischen Arbeiten „Mr. Pilks Irrenhaus“ und der Mitwirkung an Hörspielen (Marco Polo und „Wolfsjagd“) bildet der Schwerpunkt seines Schauspiels die Komödie. In Gotthold Ephraim Lessings Lustspiel Minna von Barnhelm unter der Regie von Manuel Schöbel oder in Andreas Ingenhaags Inszenierung von George Taboris Farce Mein Kampf konnte Köhler dies unter Beweis stellen.

## Rollen (Auswahl)
Theater
- "Pierre Barnier" in -OSCAR- von Claude Magnier, Regie: Peter Kube
- "Stanislaus" in Der Vogelhändler von Carl Zeller, Regie: Lutz Hillmann
- "Marinelli" in Emilia Galotti von Gotthold Ephraim Lessing; Regie: Michael Funke
- "Franzeck" in Die Probe (der brave Simon Korach) von Lukas Bärfuss; Regie: Michael Funke
- "Benedict von Padua" in Viel Lärm um Nichts von William Shakespeare; Regie: Matthias Straub
- "Hitler" in Mein Kampf von George Tabori; Regie: Andreas Ingenhaag
- "Mike Connor" in High Society Musical von Cole Porter; Regie:  Stefan Karthaus
- "Pilk" in Mr. Pilks Irrenhaus von Ken Campbell; Regie: Matthias Straub
- "Fabian" eine Revue nach dem Roman von Erich Kästner; Regie: Matthias Straub
- "Andrea Sarti" in Leben des Galilei von Bertolt Brecht; Regie: Matthias Straub
- "Dr. Einstein" in Arsen und Spitzenhäubchen von Joseph Kesselring; Regie: Matthias Straub
- "Sven" in Dreier ohne Simone von Kristo Šagor; Regie: Andreas Ingenhaag
- "Innenminister" in Clockwork Orange von Anthony Burgess; Regie: Titus Georgi
- "Jago" in Othello von William Shakespeare; Regie: Malte Kreutzfeldt
- "Nudist" in Bekenntnisse eines heimlichen Nudisten von Ken Campbell; Regie: Sarah Kohrs
- "Richter Danforth" in Hexenjagd; Regie: Christoph Mehler[1]
- "Jake Blues" in Blues Brothers; Regie: Matthias Straub[1]
- "Major von Tellheim" in Minna von Barnhelm; Regie: Anne Bader[1]
- "Menelaos" in Iphigenie in Aulis; Regie: Volker Schmidt[1]
- "Sumsemann" in Peterchens Mondfahrt; Regie: Jean Renshaw[1]
- "Henslowe" in Shakespeare in Love; Regie: Bettina Bruinier[1]

Hörspiele
- "Wolfsjagd – ein visuelles Hörstück"; Regie: Carola Wiesner, Steve Wohlfahrt
- "Marco Polo" im gleichnamigen Hörspiel; Regie: Carola Wiesner, Steve Wohlfahrt

Kurzfilme
- "ein leben"; Regie: Alexander Schulz